# هلوله
هلوله یا هلویء، نام روستایی از توابع شهرستان نیشابور در استان خراسان ایران بوده است.

## تابعیت
این روستا یکی از روستاهای تابعه دهستان ریوند، دهستان هفتم (در تقسیمات پیشین کشوری) از دهستان‌های پانزده‌گانه شهرستان نیشابور، بوده است.